# Decasségui
Decasségui (出稼ぎ, dekasegi) é um termo formado pela união dos verbetes na língua japonesa 出る (deru, sair) e 稼ぐ (kasegu, para trabalhar, ganhar dinheiro trabalhando), tendo como significado literário "trabalhando distante de casa" e designando qualquer pessoa que deixa sua terra natal para trabalhar temporariamente em outra região ou país.
Assim são igualmente denominados os nipo-brasileiros, nipo-peruanos e todos que emigram para o Japão, que tenham ascendência japonesa.
Os japoneses de Hokkaido que migram para os grandes centros a trabalho — como Tóquio e Osaka — também são chamados de dekasegi.
A partir do fim dos anos 1980, ocorreu uma inversão do fluxo migratório entre o Brasil e o Japão. Os brasileiros descendentes ou cônjuges de japoneses passaram a emigrar para o Japão à procura de melhores oportunidades de trabalho. Surgiu então a comunidade dos decasséguis brasileiros no Japão.